# Liste der Bischöfe von Schleswig
Die Liste der Bischöfe von Schleswig enthält die chronologische Abfolge der Bischöfe von Schleswig seit der Gründung des Bistums Schleswig in den Jahren 947/948. Damals organisierte Adaldag, Erzbischof von Hamburg-Bremen, die Bistümer Schleswig, Aarhus und Ripen. Nach dem Tod Ulrichs von Dänemark im Jahr 1624 wurden bis 1854 keine Bischöfe von Schleswig mehr berufen, sondern (General-)Superintendenten führten als oberste Seelsorger die lutherische Kirche im Herzogtum Schleswig.

## Hinweis zu den Amtsbezeichnungen und -bereichen
Zunächst waren die Bistümer Aarhus, Ribe (Ripen) und Schleswig Suffragane des Erzbistums Hamburg-Bremen. 1104 wurden sie aber der Kirchenprovinz des neu zum Erzbistum erhobenen Lund zugeordnet.
Seit 1542 amtierten Lutheraner als Bischöfe von Schleswig, teils waren sie Theologen, eher aber dänische Prinzen und Fürstensöhne, die v. a. durch die bischöflichen Einnahmen fürstlich versorgt sein sollten. Daher oblag die eigentliche Seelsorge lutherischen (General-)Superintendenten. Die meisten Einwohner des Herzogtums Schleswig traten im Zuge der Reformation zur lutherischen Kirche über. Zwischen 1854 und 1864 führte der leitende lutherische Geistliche den damals in Dänemark üblichen Titel einen Bischofs und sein Amtsbereich nannte sich Stift Schleswig.
1868, ein Jahr nach der preußischen Annexion Holsteins und Schleswigs als Provinz Schleswig-Holstein wurden die lutherischen Gemeinden der Provinz in der neuen Evangelisch-Lutherischen Landeskirche Schleswig-Holstein zusammengefasst, eine der anerkannten protestantischen Landeskirchen im preußischen Staate, der das landesherrliche Kirchenregiment (Summepiskopat) innehatte. Der leitende Geistliche führte nun wieder die Amtsbezeichnung Generalsuperintendent für Schleswig. 1920 wurde Nordschleswig ausgegliedert und teils dem lutherischen Stift Ripen zugeschlagen und bildet anderenteils seither das neu gegründete Stift Hadersleben. Durch die Trennung von Staat und Religion gemäß der Weimarer Verfassung erlosch das landesherrliche Kirchenregiment.
Die neue Kirchenordnung der Landeskirche Schleswig-Holsteins von 1925 trug dem Rechnung. U.a. führten die leitenden Geistlichen jetzt die Amtsbezeichnung Bischof für Schleswig, neben einem Bischof für Holstein. Im Jahr 1933 wurde der Bischof für Schleswig von der Mehrheit der nationalsozialistischen Deutschen Christen in der Landessynode abgesetzt. Bis 1945 bestand nun das Amt eines Landesbischofs von Schleswig-Holstein. 1947 fand die Landeskirche zur alten Kirchenordnung zurück und ein neuer Bischof für Schleswig wurde berufen. 1977 fusionierte die Landeskirche Schleswig-Holsteins mit drei weiteren lutherischen Landeskirchen zur Nordelbischen Evangelisch-lutherischen Kirche, wobei das Amt des Bischofs für Schleswig beibehalten wurde. 2008 wurde das Amt eines Bischofs für Schleswig mit dem des Bischofs für Holstein zusammengefasst.
Der wenigen verbliebenen, einwandernden oder konvertierten Katholiken im Herzogtum Schleswig nahm sich ab 1667 das Apostolische Vikariat der Nordischen Missionen an, das ganz Skandinavien und weite Teile Norddeutschlands umfasste. 1709 wurde das Vikariat um die meisten seiner südelbischen Gebiete verkleinert und firmierte fortan als Apostolisches Vikariat des Nordens. 1868 wurde Schleswig-Holstein aus dem Vikariat ausgegliedert und bildete die Apostolische Präfektur Schleswig-Holstein. Ab 1920 unterstand Nordschleswig dem Apostolischen Vikariat Dänemark, das am 29. April 1953 zur katholischen Diözese Kopenhagen erhoben wurde. In Südschleswig bestand die Präfektur Schleswig-Holstein fort, bis sie 1929 dem Bistum Osnabrück angegliedert wurde. 1994 trat Osnabrück dies zugewonnene Diözesangebiet ans neu gegründete Erzbistum Hamburg ab.

## Katholische Bischöfe und Administrator
- 948–972? Hored[1]
- 972–984? Adaldag (Adaldag von Hamburg?)
- 984–991? Folkbert
- 991–1010? Marco
- 1010–1015? Poppo
- 1016–1026? Ezico von Oldenburg
- 1026–1034 Rudolf (Rodolphus)[2]
- 1043–1085 Ratolf
- 1085 Sigvard
- 1106 Gunner
- 1120–1135 Adelbert
- 1135–1139 Rico (Rike)
- 1140–1141 Hermann
- 1141–1145 Occo
- 1145–1161 Esbern
- 1161–1167 Occo
- 1167–1179 Friedrich
- 1179–1192 Waldemar (Sohn des Knut V. (Dänemark), Haus Estridsson)
- 1192–1233 Nikolaus I.
- 1234–1238 Tuco (Tyge)
- 1240–1244 Johannes I.
- 1244–1255 Eskil
- 1255–1265 Nikolaus II.
- 1265–1282 Bonde (verkaufte 1268 das bischöfliche Schloss Gottorf und machte Schwabstedt zu seiner Residenz)
- 1282–1287 Jakob
- 1287–1307 Berthold (seit 1307 Bischöfe deutscher Herkunft)
- 1308–1331 Johannes II. von Bokholt
- 1331–1342 Hellembert
- 1343–1351 Heinrich I. von Warendorp
- 1351–1354 Dietrich Kagelwit
- 1354–1369 Nikolaus III. Brun
- 1370–1374 Heinrich II. (Biscop), ab 1374 Bischof von Ösel
- 1375–1421 Johann III. (Skondelev) (letzter Bischof auf dänischer Seite)
- 1421–1428 Heinrich III. vom See
- 1429–1474 Nikolaus IV. (Wulf)
- 1474–1488 Helrich (von der Wisch)
- 1488 Enevold Sövenbröder
- 1488–1499 Eggert (Dürkop)
- 1499–1502 Sedisvakanz
  - Apostolischer Administrator Johannes IV. (de Castro)
- 1502–1507 Detlef von Pogwisch
- 1507–1542 Gottschalk von Ahlefeldt (letzter katholischer Bischof)

## Lutherische Bischöfe und Superintendenten
- 1542–1551: Tilemann von Hussen (auch van Hussen), zugleich Generalsuperintendent der lutherischen Kirche im Herzogtum Schleswig
- 1551–1556: Friedrich von Dänemark (auch postulierter Fürstbischof des Hochstifts Hildesheim)
- 1556–1586: Herzog Adolf I. von Schleswig-Holstein-Gottorf, zugleich Herzog von Holstein und Schleswig, seit 1562 seelsorgerlich assistiert durch Superintendent Paul von Eitzen, ab 1564 Generalsuperintendent
- 1586–1602: Vakanz
  - 1586–1593 Paul von Eitzen, Superintendent der lutherischen Kirche der Herzogtümer Holstein und Schleswig herzoglich-gottorfschen Anteils (ab 1562), Generalsuperintendent der lutherischen Kirche der gesamten Herzogtümer königlichen und herzoglichen Anteils (ab 1564)
  - 1593–1602: Jacob Fabricius der  Ältere (Superintendent)
- 1602–1624: Ulrich von Dänemark (1578–1624, Rühn; Sohn Friedrichs II. von Dänemark), zugleich Administrator des Hochstifts Schwerin  (1603–1624), ⚭ Katharina Hahn-Hinrichshagen

## Generalsuperintendenten für Schleswig königlichen Anteils
Die Generalsuperintendenten für das Herzogtum Schleswig königlichen Anteils – oft zugleich für das Herzogtum Holstein königlichen Anteils zuständig – saßen zunächst in Flensburg, ab 1693 aber in Rendsburg. Für den herzoglichen Anteil der Herzogtümer fungierten eigene Generalsuperintendenten.
- 1636–1668: Stephan Klotz (auch Clotzius; Lippstadt, 13. September 1606–13. Mai 1668, Flensburg), erster Generalsuperintendent für Schleswig und Holstein königlichen Anteils
- 1668–1673: Bonaventura Rehefeld (auch von Rehfeld; Kitzscher, 24. September 1610–7. Juli 1673, Schleswig), nur für Schleswig, 1643 bis 1645 Bremervörder Hofprediger des Administrators Friedrich II. des Erzstifts Bremen
- 1673–1678: Johann Hudemann (Wewelsfleth, 12. Oktober 1606–24. März 1678), folgte Rehefeld als Generalsuperintendent für Schleswig, er diente schon ab 1668 in gleicher Funktion für Holstein (kgl. Anteils)
- 1678–1684: Christian von Stökken (auch Støcken, Stöcken, oder Stöken; Rendsburg, 15. August 1633–4. September 1684, ibidem)
- 1684–1709: Josua Schwartz (auch Schwarz; Waldau in Pommern, jetzt Wałdowo, ein Ortsteil von Sępólno Krajeńskie, 5. Februar 1632–6. Januar 1709, Rendsburg), zunächst Generalsuperintendent allein für Schleswig königlichen Anteils folgte er 1689 auch Just(us) Valentin Stemann[3] als Generalsuperintendent auch für Holstein königlichen Anteils. Schwartz verlegte 1693 die vereinte Generalsuperintendentur nach Rendsburg
- 1709–1721: Theodor Dassov (auch Dassau, Dassow, Theodorus Dassovius; Hamburg, 27. Februar 1648–6. Januar 1721, Rendsburg), sein Amtsbezirk umfasste auch den nach 1713/1720 vom König eingezogenen herzoglichen Anteil von Schleswig, das vorher Generalsuperintendent Heinrich Muhlius bediente, der im herzoglichen Anteil vom Holstein weiteramtierte

## Generalsuperintendenten für Schleswig herzoglichen Anteils
- 1549–1563: Volquard Jonas
- 1562–1593: Paul von Eitzen
- 1593–1610: Jacob Fabricius der Ältere
- 1610–1616: Philipp Caesar
- 1616–1640: Jacob Fabricius der Ältere
- 1640–1645: Jacob Fabricius der Jüngere
- 1645–1673: Johann Reinboth
- 1674–1684: Sebastian Niemann
- 1684/88–1697: Caspar Hermann Sandhagen
- 1698–1713: Heinrich Muhlius

1713, bestätigt 1720, entzog der dänische König als Lehnsherr den Herzögen von Gottorf die Mitregentschaft in Schleswig. Damit übernahm Theodor Dassov, zuvor allein Generalsuperintendent für Schleswig königlichen Anteils, auch die Aufgaben in Schleswig herzoglichen Anteils. Muhlius amtierte weiter als Generalsuperintendent für Holstein herzoglichen Anteils.

## Lutherischer Bischof und Generalsuperintendenten für Schleswig
- 1709–1721: Theodor Dassov, ab 1713/1720 umfasste sein Amtsbezirk auch den vom König eingezogenen herzoglichen Anteil von Schleswig
- 1721–1724: Thomas Clausen (auch Claussen; Flensburg, 29. April 1677–23. April 1724, Hamburg)
- 1724–1728: Andreas Hojer (auch Hoyer; Karlum, 16. Mai 1654–10. Juli 1728, Rendsburg), Onkel des gleichnamigen dänischen Historikers, diente schon seit 1694 als Vicepropst unter Schwartz
- 1728–1747: Georg Johannes Conradi (Riga, 27. Februar 1679–7. September 1747, Rendsburg), vorher königlicher Hofprediger in Kopenhagen (1720–1728)
- 1747–1757: Jeremias Friedrich Reuß (Horrheim, 8. Dezember 1700–6. März 1777, Tübingen), trat zurück, um eine Professur an der Eberhard Karls Universität Tübingen anzunehmen, deren Kanzler er wurde
- 1757–1759: Vakanz
- 1759–1791: Adam Struensee (Neuruppin, 8. September 1708–20. Mai 1791, Rendsburg), Generalsuperintendent für Holstein königlichen Anteils und Schleswig, nachdem Hasselmann, der Generalsuperintendent des herzoglichen Anteils von Holstein (das 1773 an den König gefallen war), gestorben war, übernahm er 1784 auch dessen Amtsbereich
- 1792–1834: Gen. Supt. Jacob Georg Christian Adler (Arnis, 8. Dezember 1756–22. August 1834, Giekau), seit 1806 zugleich Generalsuperintendent für Holstein
- 1835–1848: Gen. Supt. Christian Friedrich Callisen (Glückstadt, 20. Februar 1777–3. Oktober 1861, Schleswig)
- 1848–1850: Gen. Supt. Nicolaus Johann Ernst Nielsen (Rendsburg, 19. April 1806–26. Januar 1888, Oldenburg) als Generalsuperintendent für die deutschsprachigen Kirchengemeinden, 1850 durch die dänische Regierung abgesetzt und ausgewiesen
- 1848–1850: Gen. Supt. Johannes Andreas Rehhoff (Tønder, 28. August 1800–9. Januar 1883, Hamburg) als Generalsuperintendent für die dänischsprachigen Kirchengemeinden, 1850 durch die dänische Regierung abgesetzt und ausgewiesen; 1870–1879 Senior (d. h. leitender Pastor) der Evangelisch-Lutherischen Kirche im Hamburgischen Staate
  - 1850–1854: Supt. Christoph Carl Julius Asschenfeldt (Kiel, 5. März 1792–1. September 1856, Flensburg), er verwaltete vertretungsweise die vakante Generalsuperintendentur, bis er 1854 wegen Alters zurücktrat
- 1854–1864: Bischof Ulrich Sechmann Boesen (Faaborg, 22. Juli 1797–11. Februar 1867, Vejle), nachdem Hans Lassen Martensen den Posten eines Bischofs im als Stift Schleswig wiedereingerichten Bistum ausgeschlagen hatte, wurde am 11. April 1854 Boesen berufen, der in Flensburg amtierte. Boesen wurde durch die preußische Besatzungsmacht am 8. März 1864 abgesetzt. Er blieb in Flensburg, bis Godt berufen wurde und ging dann nach Vejle. Der Titel Bischof von Schleswig wurde erst ab 1925 wieder genutzt.
- 1864–1885: Gen. Supt. Bertel Petersen Godt (Rinkenæs, 17. September 1814–12. Juni 1885, Schleswig)
- 1886–1917: Gen. Supt. Theodor Kaftan (Løjt, 18. März 1847–26. November 1932, Baden-Baden)
- 1917–1925: Gen. Supt. Peter Friedrich Petersen (1856–1930)

## Bischöfe von Schleswig der Evangelisch-Lutherischen Landeskirche Schleswig-Holstein
- 1925–1933: Eduard Völkel (Eckernförde, 1878–1957, Bordesholm), 1933 abgesetzt durch die nationalsozialistisch gesinnte Mehrheit Deutscher Christen in der Landessynode
- 1933–1947: Vakanz, bis 1945 fungierte ein deutschchristlicher Landesbischof von Schleswig-Holstein (Adalbert Paulsen)
- 1947–1967: Reinhard Wester (Elberfeld, 2. Juni 1902–16. Juni 1975, Eutin)
- 1967–1978: D. Alfred Petersen (Altona, 13. November 1909–11. Mai 2004, Schleswig)

## Bischöfe des Sprengels Schleswig der Nordelbischen Evangelisch-Lutherischen Kirche
- 1967–1978: Alfred Petersen
- 1979–1990: Karlheinz Stoll (1927–1992)
- 1991–2008: Hans Christian Knuth (1940–2023)

## Bischöfe des Sprengels Schleswig und Holstein der Nordelbischen Evangelisch-Lutherischen Kirche
2008 wurde das Amt des Bischofs des Sprengels Schleswig mit demjenigen des Sprengels Holstein vereint.
- 2008–2012: Gerhard Ulrich (geboren 9. März 1951 in Hamburg)
- 2009–2012: Gothart Magaard (geboren 1. November 1955 in Flensburg) als Bischofsbevollmächtigter

## Bischöfe des Sprengels Schleswig und Holstein der Evangelisch-Lutherischen Kirche in Norddeutschland
- 2013–2014: Gothart Magaard (als Bischofsvertreter)
- 2014–2023: Gothart Magaard
- seit 2023: Nora Steen

Siehe auch: Schleswiger Dom